# Хумини-Боло
Хумини-Боло (узб. Xumini Bolo / Хумини Боло) — посёлок городского типа, расположенный на территории Бухарского района Бухарской области Республики Узбекистан.
Статус посёлка городского типа с 2009 года.